# Tortonian
Tortonian este o perioadă care începe acum 11,608 milioane de ani și se termină aprox acum 7,246 milioane de ani. Tortonianul este precedat de Serravallian și urmat de Messinian. Este a cincea perioadă a Miocenului.